# Мачадо, Жустина
Жусти́на Мача́до (англ. Justina Machado; 6 сентября 1972) — американская актриса

, наиболее известная по роли Ванессы Диас в сериале HBO «Клиент всегда мёртв».

## Биография
Мачадо родилась в Чикаго, куда её семья переехала из Пуэрто-Рико. Получив образование, она переехала в 1990 году в Нью-Йорк, где освоила профессию актрисы. Вскоре ей предложили работу на телевидении в Лос-Анджелесе.
Мачадо дебютировала на телевидении в 1996 году, в эпизоде сериала «Полиция Нью-Йорка». На следующий год она снялась в фильме «Она прекрасна», а также появилась в эпизоде сериала «Скорая помощь». Её остальные появления в полнометражном кино были в картинах «Стрекоза», «Во всей красе», «Пункт назначения 2», «Крутящий момент», «Маленький Беглец», «Кажется, я люблю свою жену», «Случайный муж», «Педро» и «В электрическом тумане».
Мачадо наиболее известна по роли Ванессы Диас в сериале HBO «Клиент всегда мёртв», которая принесла ей Премию Гильдии киноактёров США за лучший актёрский состав в драматическом сериале в 2004 году. Она снималась в шоу на регулярной основе с 2001 по 2005 год. Параллельно с этим в 2003-04 годах она снималась в сериале Lifetime «Миссия ясновидения», который покинула после одного сезона.
После завершения «Клиент всегда мёртв», Мачадо появлялась в сериалах «Говорящая с призраками», «Анатомия страсти», «Дурнушка», «Чёрная метка», «Кости», «Защитница», «Следствие по телу» и «Отчаянные домохозяйки». В 2009 году у неё была второстепенная роль в последнем сезоне «Скорая помощь». Следом она снялась на регулярной основе в закрытом после одного сезона сериале CBS «Три реки».
В 2012—2013 годах у Мачадо была второстепенная роль в «Частная практика», а следом в «Фостеры». Осенью 2013 года она снялась в ситкоме NBC «Добро пожаловать в семью», который был закрыт после трёх эпизодов. В 2015 году Мачадо взяла на себя второстепенную роль в сериале «Коварные горничные», а также регулярную в сериале USA Network «Королева Юга».
В 2016 году, после двух десятилетий игры на втором плане, Мачадо получила ведущую роль в сериале Netflix «Однажды за один раз», ремейке одноимённого ситкома 1975—1984 годов, где снималась Бонни Франклин.

## Избранная фильмография
- Она прекрасна (1997)
- Неделя, когда умерла девушка (1998)
- Ласточки (1998)
- Мафиози (2001)
- Искусственный разум (2001)
- Клиент всегда мёртв / Six Feet Under (2001—2005) — Ванесса Диас
- Стрекоза (2002)
- Во всей красе (2002)
- Пункт назначения 2 (2003)
- Крутящий момент (2003)
- Кажется, я люблю свою жену (2007)
- Случайный муж (2008)
- Уборщица (2008)
- Педро (2008)
- В электрическом тумане (2009)
- Кости (2010)
- Отчаянные домохозяйки / Desperate Housewives (2012) — Клаудия Санчес
- Тревожный вызов (2013)
- Фостеры (2013)
- Судная ночь 2 (2014)
- Эндшпиль (2015)
- Королева Юга (2016)
- Разбивающая сердца (2016)
- Девственница Джейн (2016—2017)
- Однажды за один раз (2017—2018)
- Ужас Долорес Роуч